# بينيلوب ويلتون
بينيلوب ويلتون (بالإنجليزية: Penelope Wilton)‏ (و. 1946 – م) هي ممثلة تلفزيونية، وممثلة أفلام، وممثلة من المملكة المتحدة. ولدت في سكاربورو، شمال يوركشاير .

## جوائز
حصلت على جوائز منها:
- ضابط رتبة الإمبراطورية البريطانية
- جائزة لورانس اوليفييه.

## روابط خارجية
- بينيلوب ويلتون على موقع IMDb (الإنجليزية)
- بينيلوب ويلتون على موقع ميتاكريتيك (الإنجليزية)
- بينيلوب ويلتون على موقع روتن توميتوز (الإنجليزية)
- بينيلوب ويلتون على موقع قاعدة بيانات الأفلام العربية
- بينيلوب ويلتون على موقع ألو سيني (الفرنسية)
- بينيلوب ويلتون على موقع ميوزك برينز (الإنجليزية)
- بينيلوب ويلتون على موقع أول موفي (الإنجليزية)
- بينيلوب ويلتون على موقع قاعدة بيانات برودواي على الإنترنت (الإنجليزية)
- بينيلوب ويلتون على موقع قاعدة بيانات الأفلام السويدية (السويدية)
- بينيلوب ويلتون على موقع إن إن دي بي (الإنجليزية)